# فهرست نمایندگان دوره سوم مجلس خبرگان رهبری
فهرست نمایندگان مجلس خبرگان رهبری دوره سوم که طی انتخابات سومین دورهٔ مجلس خبرگان رهبری که در  ۱۳۷۷ برگزار شد و تعدادی نیز در انتخابات میان دوره‌ای برگزیده شدند. جلسهٔ گشایش مجلس سوم در ۱ اسفند همان سال انجام شد. برای این دوره ۸۶ نماینده در نظر گرفته شده بود.

## نمایندگان فعال ابتدا تا انتهای دوره
اسامی الفبایی نمایندگان دوره چهارم مجلس خبرگان رهبری:
1. میرزا علی احمدی میانجی (آذربایجان شرقی)
2. علی ارومیان (آذربایجان شرقی)
3. محسن مجتهد شبستری (آذربایجان شرقی)
4. ابوالفضل موسوی تبریزی (آذربایجان شرقی)
5. هاشم هاشم‌زاده هریسی (آذربایجان شرقی)
6. سید علی‌اکبر قریشی (آذربایجان غربی)
7. میراکبر غفاری قره باغ (آذربایجان غربی)
8. سید محسن موسوی تبریزی (آذربایجان غربی)
9. حسین مظاهری (اصفهان)
10. جلال‌الدین طاهری (اصفهان)
11. مرتضی مقتدایی (اصفهان)
12. سید مهدی یثربی (اصفهان)
13. رحیم محمدی (ایلام)
14. عبدالنبی نمازی (بوشهر)
15. حسن روحانی (سمنان)
16. محمد یزدی (تهران)
17. علی مشکینی (تهران)
18. محمد امامی کاشانی (تهران)
19. اکبر هاشمی رفسنجانی (تهران)
20. احمد جنتی (تهران)
21. سید محسن خرازی (تهران)
22. رضا استادی (تهران)
23. قربانعلی دری نجف آبادی (تهران)
24. سید محمدباقر اسدی خوانساری (تهران)
25. محسن قمی (تهران)
26. محمدتقی مصباح یزدی (تهران)
27. محمد محمدی گیلانی (تهران)
28. محمد محمدی ری‌شهری (تهران)
29. غلامرضا رضوانی (تهران)
30. مجید انصاری (تهران)
31. محمدرضا توسلی محلاتی (تهران)
32. ابراهیم امینی (چهار محال و بختیاری)
33. ابوالقاسم خزعلی (خراسان رضوی)
34. محمود هاشمی شاهرودی (خراسان رضوی)
35. عباس واعظ طبسی (خراسان رضوی)
36. علی‌اصغر معصومی (خراسان رضوی)
37. حسن عالمی (خراسان رضوی)
38. سید مهدی یثربی (خراسان رضوی)
39. حبیب‌الله مهمان نواز (خراسان شمالی)
40. اسماعیل فردوسی‌پور (خراسان جنوبی)
41. سید علی شفیعی (خوزستان)
42. محمدرضا عباسی فرد (خوزستان)
43. علی فلاحیان (خوزستان)
44. عباس کعبی (خوزستان)
45. محسن اراکی (خوزستان)
46. سید محمدعلی موسوی جزایری (خوزستان)
47. محمد علی عالمی دامغانی (سمنان)
48. سید مجتبی حسینی (سیستان و بلوچستان)
49. محمد اسحاق مدنی (سیستان و بلوچستان)
50. اسدالله ایمانی (فارس)
51. احمد بهشتی (فارس)
52. سید محمدحسین حسینی ارسنجانی (فارس)
53. سید علی‌اصغر دستغیب (فارس)
54. سید علی‌محمد دستغیب (فارس)
55. علی شیخ محمدی تاکندی (قزوین)
56. سید حسن موسوی پور (شالی) (قزوین)
57. محمد شیخ الاسلامی (کردستان)
58. سید احمد خاتمی (کرمان)
59. محمدعلی موحدی‌کرمانی (کرمان)
60. محمد هاشمیان (کرمان)
61. ذکرالله احمدی (کرمانشاه)
62. محمدحسین زرندی (کرمانشاه)
63. سید کرامت‌الله ملک حسینی (کهگیلویه و بویراحمد)
64. حبیب‌الله طاهری گرگانی (گلستان)
65. سید کاظم نورمفیدی (گلستان)
66. مختار امینیان (گیلان)
67. محمدعلی تسخیری (گیلان)
68. زین‌العابدین قربانی (گیلان)
69. عباس محفوظی (گیلان)
70. سید محمدنقی شاهرخی (لرستان)
71. سید حسن طاهری خرم‌آبادی (لرستان)
72. سید صابر جباری (مازندران)
73. صادق اردشیر لاریجانی (مازندران)
74. سید جعفر کریمی دیوکلایی (مازندران)
75. احمد محسنی گرکانی (مرکزی)
76. سید ابوالفضل میرمحمدی (مرکزی)
77. احمد صابری همدانی (همدان)
78. سید ابوالحسن موسوی دبستانی‌ (همدان)

### نمایندگان درگذشته و جایگرین‌های میان دوره‌ای
۹ نماینده نیز در طول دوره درگذشتند که ۲ نفر از آن‌ها با انتخابات میاندوره‌ای جایگزین شدند.
1. مصطفی نورانی اردبیلی (اردبیل): ۸ آبان ۱۳۸۲
2. بیوک خلیل‌زاده (مروج) (اردبیل): ۲۷ فروردین ۱۳۸۰
3. سید اسماعیل هاشمی (اصفهان): ۱۹ شهریور ۱۳۷۸ ← سید ابوالحسن مهدوی (میان‌دوره‌ای خرداد ۱۳۸۰)
4. سید اسماعیل موسوی زنجانی (زنجان):  ۲۷ آذر ۱۳۸۱
5. سید مهدی روحانی (قم): ۳ آذر ۱۳۷۹
6. عبدالقادر زاهدی (کردستان): ۲۹ آذر۱۳۸۴
7. هادی روحانی (مازندران): ۲۱ مهر ۱۳۷۸  ← نوراالله طبرسی (میان‌دوره‌ای خرداد ۱۳۸۰)
8. محمد انواری (هرمزگان): خرداد ۱۳۸۱
9. سید عباس خاتم یزدی (یزد): ۲۰ شهریور ۱۳۸۰